# Победа (Бугульминский район)
Победа — посёлок в Бугульминском районе Татарстана. Расположен в 30 километрах от административного центра Бугульма. Является центром муниципального образования «Большефедоровское сельское поселение».
В посёлке имеются магазины, средняя школа, библиотека и дом культуры.